# Bosanci, Suceava
Bosanci (nume anterior Bosancea germană Bossancze, poloneză Boszańce) este satul de reședință al comunei cu același nume din județul Suceava, Bucovina, România.

## Vezi și
- Nemirceni

 Acest articol despre o localitate din județul Suceava este deocamdată un ciot. Puteți ajuta Wikipedia prin completarea lui.